# Нартова, Александра Герасимовна
Александра Герасимовна Нартова (15 декабря 1934, Завальное, Воронежская область — 2004) — колхозница, доярка учхоза совхоза-техникума «Усманский» Усманского района, Липецкая область. Герой Социалистического Труда (1973).

## Биография
Родилась 15 декабря 1934 года в крестьянской семье в селе Завальное (сегодня — Усманский район Липецкой области). Трудовую деятельность начала в 16-летнем возрасте, вступив в колхоз «Петровский» Добринского района Липецкой области. Потом работала на торфоразработках в Московской области и свинаркой в совхозе-техникуме «Усманский». С 1959 года трудилась дояркой в этом же совхозе. За свои выдающиеся трудовые достижения была награждена Орденом Ленина.
В 1973 году была удостоена звания Героя Социалистического Труда. В 1974 году надоила в среднем по 6650 кг молока от каждой коровы.
В 1975 году избиралась депутатом Липецкого областного Совета народных депутатов.
Скончалась в 2004 году.

## Награды
- Герой Социалистического Труда (1973)
- Орден Ленина — дважды